# Astronomische Uhr in St. Nikolai (Stralsund)

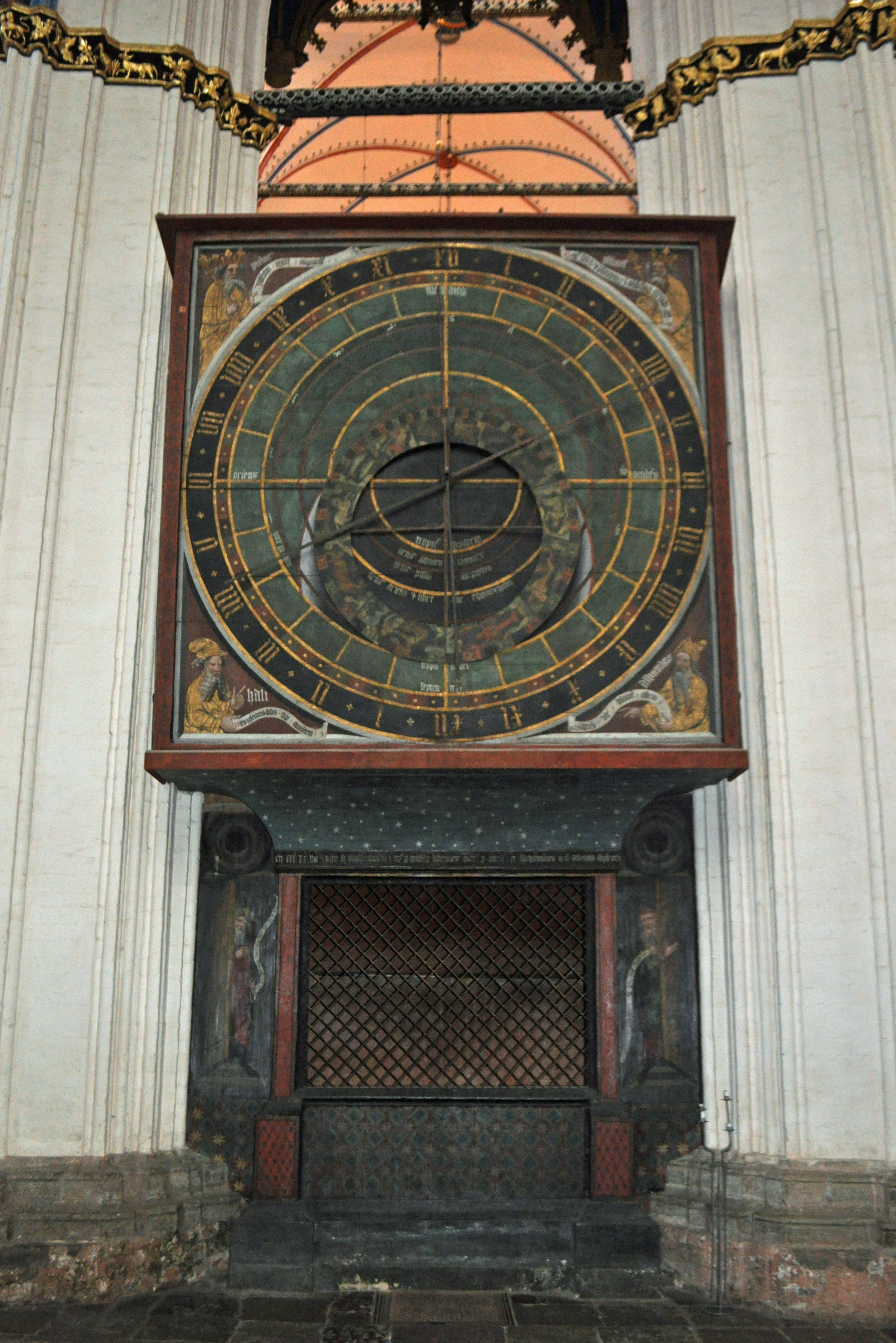
Die astronomische Uhr in St. Nikolai, Stralsund (2012)

Die Astronomische Uhr in der Stralsunder St.-Nikolai-Kirche ist eine aus dem 14. Jahrhundert stammende monumentale Astrolabiumsuhr. Sie wurde wahrscheinlich im 16. Jahrhundert beschädigt, ist seitdem nicht gangbar, ist aber als einzige Uhr ihrer Art im originären Zustand fast komplett erhalten. Das Uhrwerk und die anzeigenden Teile wurden nicht restauriert.
Die Stralsunder Uhr ist die älteste, im Originalzustand erhaltene mechanische Uhr der Welt und gehört zu den ältesten erhaltenen Einrichtungsgegenständen der 1394 erstmals erwähnten Backsteinbasilika am Alten Markt. Sie steht im Chor der Kirche an der Rückseite des Hochaltars. Eine Besonderheit an der Uhr stellt auch das Selbstbildnis ihres Erbauers Nikolaus Lilienfeld dar, das als ältestes Uhrmacherporträt im deutschen Sprachraum gilt.

## Geschichte
Die Uhr wurde gemäß einer auf ihr enthaltenen Inschrift am 6. Dezember 1394 durch Nikolaus Lilienfeld vollendet. Wahrscheinlich ging sie nur bis zum „Kirchenbrechen“ am 10. April 1525 während der Reformation in Stralsund.
1894 wurden an der Uhr gotische Verzierungen des Zifferblattes wiederhergestellt.
Im August 1942 wurde das Zifferblatt der Uhr in den Turm der Grimmener Marienkirche ausgelagert, um sie vor Beschädigungen im Krieg zu schützen. Nach dem Krieg kam sie wieder in die Nikolaikirche zurück. Die 1894 wiederhergestellten Verzierungen gingen dabei verloren.
1994 wurden das Gehäuse restauriert und das Uhrwerk gereinigt und konserviert. Fehlende Teile des Uhrwerks wurden aus Gründen des Bestandsschutzes nicht ergänzt und somit die Uhr bewusst nicht wieder in Funktion gebracht.

## Beschreibung

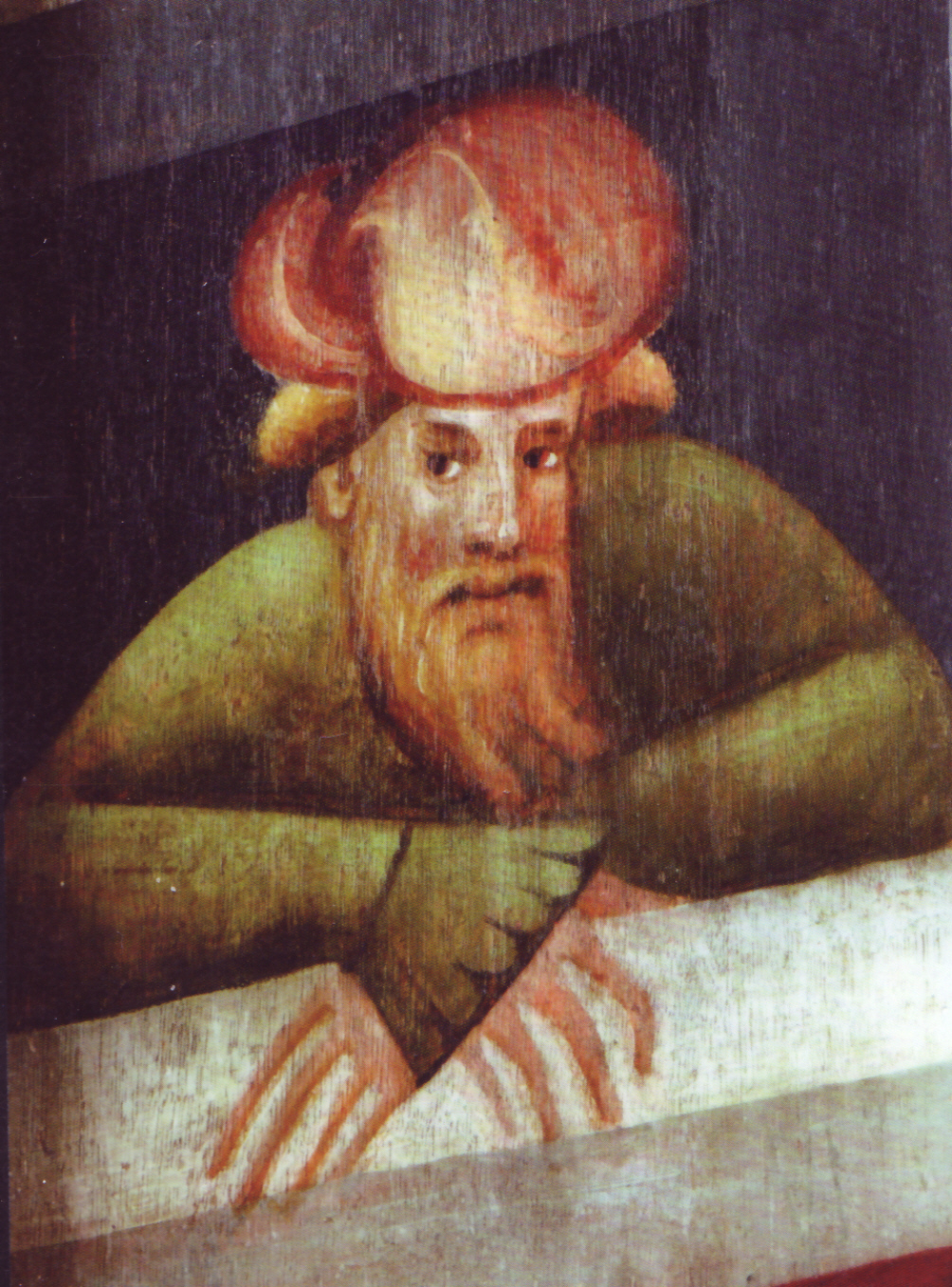
Bildnis von Nikolaus Lilienfeld an der Uhr

### Das Uhrengehäuse
Die Uhrengehäuse ist quadratisch mit einer Seitenlänge von etwa 4 Metern. Das runde Zifferblatt tangiert den Gehäuserahmen. In den vier Ecken sind die vier Weltweisen abgebildet:
- links oben der griechische Mathematiker, Geograph, Astronom, Astrologe, Musiktheoretiker und Philosoph Claudius Ptolemäus; das Spruchband dazu lautet: ptolemeus Inferiora reguntur a superioribus, zu deutsch „Ptolemaeus. Das Niedere wird vom Höheren gelenkt.“,
- rechts oben der König von Kastilien und León und König (Gegenkönig) des Heiligen Römischen Reiches, Alfons X. von Kastilien mit dem Spruchband: alfoncius Motus solis et planetarum in obliquo circulo est., zu deutsch: „Alfonsius. Die Bewegung der Sonne und der Planeten findet in einem schrägen Kreise statt.“,
- links unten der islamische Gelehrte, Arzt und Astrologe Ali ibn Ridwan, genannt Hali, mit dem Spruchband: hali Dies est elevacio solis super oricontem., zu deutsch: „Hali. Der Tag ist die Erhebung der Sonne über den Horizont.“ und
- rechts unten der persische Mathematiker, Astronom und Astrologe Albumacar mit dem Spruchband: albumacar Sapiens vir dominabitur astris., zu deutsch: „Albumasar. Ein weiser Mann wird über die Gestirne herrschen.“

An der linken der schmalen Seitenwände sind Fenster aufgemalt; aus einem schaut Nikolaus Lilienfeld, der Erbauer der Uhr.

### Der Unterbau
Das Uhrengehäuse wird scheinbar von einer breiten mittleren Konsole getragen. Diese hat ein breites vergittertes Fenster, das möglicherweise zur Aufnahme einer das Datum anzeigenden Scheibe vorgesehen war. Auf den schmalen seitlichen Anschlusswänden zu den Steinsäulen sind Tafelbilder aufgemalt. Das linke Bild zeigt einen Mann, der eine Tür aufdrückt und ein Spruchband mit der lateinischen Inschrift „post deum omnium vivencium vita sol et luna“ (deutsch: Nach Gott sind Sonne und Mond das Leben aller Lebenden); er stellt den Morgen dar. Das rechte Bild zeigt einen Mann, der eine Tür zuzieht und ein Spruchband mit der lateinischen Inschrift „matutinae imensa munera sed sepe male finiunt“ (deutsch: Der Tag bietet in der Frühe reiche Gaben, endet aber oft übel); er stellt den Abend dar.

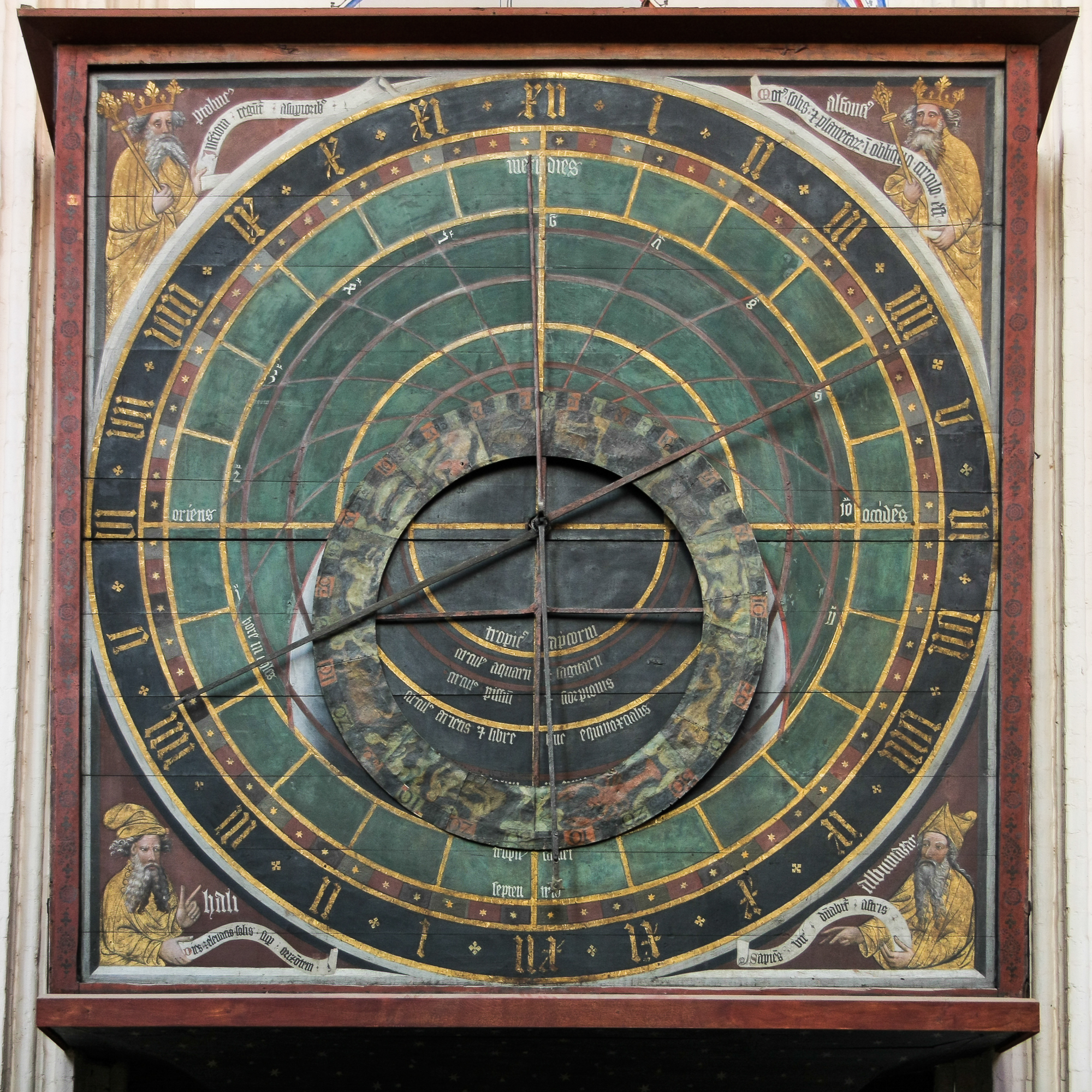
Die Anzeige der Astronomischen Uhr

### Die Anzeigen der Uhr
In der Uhr sind die nüchterne Anzeige der Uhrzeit und einiger damit zusammenhängender Bewegungen von Himmelskörpern vereinigt. Sie ist sowohl eine Große Uhr als auch ein mit einem Uhrwerk angetriebenes Astrolabium.

#### Große Uhr
Es handelt sich um eine Uhr für gleich lange (äquinoktiale) Stunden mit einer 2-mal-12-Stunden-Zählung. Die rechte und linke Hälfte des äußeren dunkelblau unterlegten Stundenrings (Durchmesser etwa 3,5 Meter) sind besetzt mit jeweils goldenen römischen Zahlen von I bis XII in gotischen Minuskeln. Der innen anschließende, schmalere Ring ist in 72 Abschnitte unterteilt, je einer für eine Drittelstunde. Einer von zwei langen dünnen Zeigern ist der Uhrzeiger (Stundenzeiger; einen Minutenzeiger gibt es im Mittelalter noch nicht). Alle weiteren nach innen folgenden Skalenringe und Markierungen sind das Zifferblatt der Astrolabiumsuhr.

#### Astrolabiums-Uhr
Das mit dem Uhrwerk zusätzlich angetriebene monumentale Astrolabium ist ein bewegtes Himmelsmodell. Bei den “Ostsee-Uhren” (Schukowski) steht die Bewegung der Sonne im Vordergrund, womit neben den mit der mechanischen Uhr in allgemeinen Gebrauch gekommenen äquinoktialen Stunden die bisher gebräuchlichen, ungleich langen temporalen Stunden weiterhin angezeigt werden.
In einem Astrolabium sind alle Kreise am Himmel und der Horizontkreis auch im Bild wieder Kreise. Bei der Stralsunder Astrolabiumsuhr wird die Himmelskugel aus dem Himmelsnordpol auf die Horizontebene abgebildet (sogenannte südliche Projektion). Der vom Horizontbild verdeckte Südpol ist Zifferblatt-Mittelpunkt, der von sieben konzentrischen Kreisen umgeben ist. Der äußerste ist das Bild des Wendekreises des Krebses, der mittlere des Himmelsäquators (Tierkreiszeichen Waage und Widder) und der kleinste des Wendekreises des Steinbocks. Dazwischen befinden sich zwei mal zwei dunklere Kreise als Bilder von Kleinkreisen, die den übrigen acht Tierkreiszeichen entsprechen (je zwei pro Kreis), nämlich der Kreis der Zwillinge und des Löwen, der Kreis des Stieres und der Jungfrau, der Kreis der Fische und des Skorpions und der Kreis des Wassermanns und des Schützen.
Der breite, grün unterlegte und in 24 Abschnitte geteilte Skalenring zwischen dem Wendekreises des Krebses und den Skalen der Großen Uhr ist kein Teil der Abbildungen im Astrolabium. Er gibt lediglich 24 Himmelsrichtungen an, von denen vier weiß beschriftet sind: „meridies“ (Süden), „oriens“ (Osten), „septentrio“ (Norden) und „occidens“ (Westen).
Das astrolabische Bild des Horizonts liegt exzentrisch mit seiner Südrichtung am nächsten zur Mitte. Da das Bild außerhalb des Wendekreises des Krebses abgeschnitten ist, fehlt auch der Nordteil des Horizontkreises. Sein schwärzliches Inneres stellt den nicht sichtbaren Bereich des Himmels dar. Seine exzentrische Lage entspricht der geografischen Breite Stralsunds mit „54 gd 25 m“.
Auf die bei Astrolabien und auch bei manchen Astrolabiumsuhren üblichen Höhenkreise und Azimutalbögen über dem Horizont wurde zu Gunsten der Bilder der temporalen Stundenkreise der Sonne verzichtet. Zwischen den Wendekreisen sind lediglich diese 13 Bögen (zwei auf dem Horizontbogen) über dem Südhimmel gezeichnet. Die zwölf Felder zwischen ihnen dienen zur Anzeige der zwölf temporalen Abschnitte des lichten Tages (zwischen Sonnenauf- und -untergang). Der jeweilige Feldbeginn ist außen mit einer gotischen Ziffer von 1 bis 12 zur Benennung der entsprechenden Stunde gekennzeichnet.
Von den bewegten Himmelskörpern werden Sonne und Mond mit Hilfe zweier dünner Zeiger dargestellt. Einzelne Sterne werden auf der Stralsunder Uhr nicht abgebildet. Zusammen mit den Zeigern dreht sich nur das Bild des Ekliptikkreises als äußerer Rand eines exzentrischen Kreisringes über dem Zifferblatt. Dieser Ring ist mit den zwölf Tierkreiszeichen besetzt, die die Jahresposition der Sonne (deren ekliptikale Länge) markieren. Er berührt den Wendekreis des Krebses von innen und den des Steinbocks von außen und dreht sich in Uhrzeigerrichtung etwas schneller als der Stundenzeiger, nämlich einmal in etwa 23 Stunden und 56 Minuten (Siderischer Tag), während der Stundenzeiger in 24 Stunden einmal umläuft (Sonnentag). Der Stundenzeiger gibt an seinem Schnittpunkt mit dem Ekliptikkreis die Position der Sonne an. Da der Stundenzeiger etwas langsamer dreht, wandert der Schnittpunkt relativ zu den Sternen langsam in Gegenuhrzeigerrichtung (eine relative Drehung pro Jahr). Über den temporalen Stundenfeldern zeigt der Schnittpunkt die temporale Tagesstunde an.
Der dünne Stundenzeiger zeigt gleichzeitig die momentane Position der Sonne beziehungsweise die temporale Tagesstunde an. Ein zweiter dünner Zeiger bildet die Mondbewegung ab. Er bleibt in etwa 29½ Tagen eine Umdrehung hinter dem Stunden/Sonnen-Zeiger zurück. Wenn sich beide Zeiger gegenüberstehen, ist Vollmond, wenn sie sich decken, ist Neumond. Da die Mondbahn nicht weit von der Ekliptik abweicht, ist der Schnittpunkt des Mondzeigers mit dem Ekliptikkreis auch näherungsweise das Bild des Mondes.

## Die Ostsee-Uhrenfamilie
Manfred Schukowski fasst die Stralsunder Astronomische Uhr und mehrere ähnliche Uhren in Kirchen des Ostseeraums zur „Ostsee-Uhrenfamilie“ zusammen: Alle haben ein hölzernes Uhrengehäuse mit mehrere Meter langen Frontkanten, das in einigen Metern Höhe zwischen zwei inneren Säulen der Kirche angebracht ist. Oft – so auch in Stralsund – nehmen sie den Platz hinter dem Hochaltar ein, wobei das Zifferblatt zur östlichen Außenwand der Kirche zeigt; unter der Zifferblattfront befinden sich bei diesen Uhren oft hölzerne Säulen, zwischen denen eine drehende Datumsscheibe angebracht ist – in Stralsund gibt es beides nicht, die Säulen sind nur auf schmale Tafelbilder aufgemalt.